# 天童温泉
天童温泉（てんどうおんせん）は、山形県天童市（旧出羽国、明治以降は羽前国）にある温泉。

## 泉質
- ナトリウム、カルシウム、硫酸塩泉[1]
- 温度69℃
- 効能：動脈硬化、慢性皮膚病、筋肉痛、関節のこわばり、うちみ、慢性消化器病、冷え性、病後回復など

## 温泉街

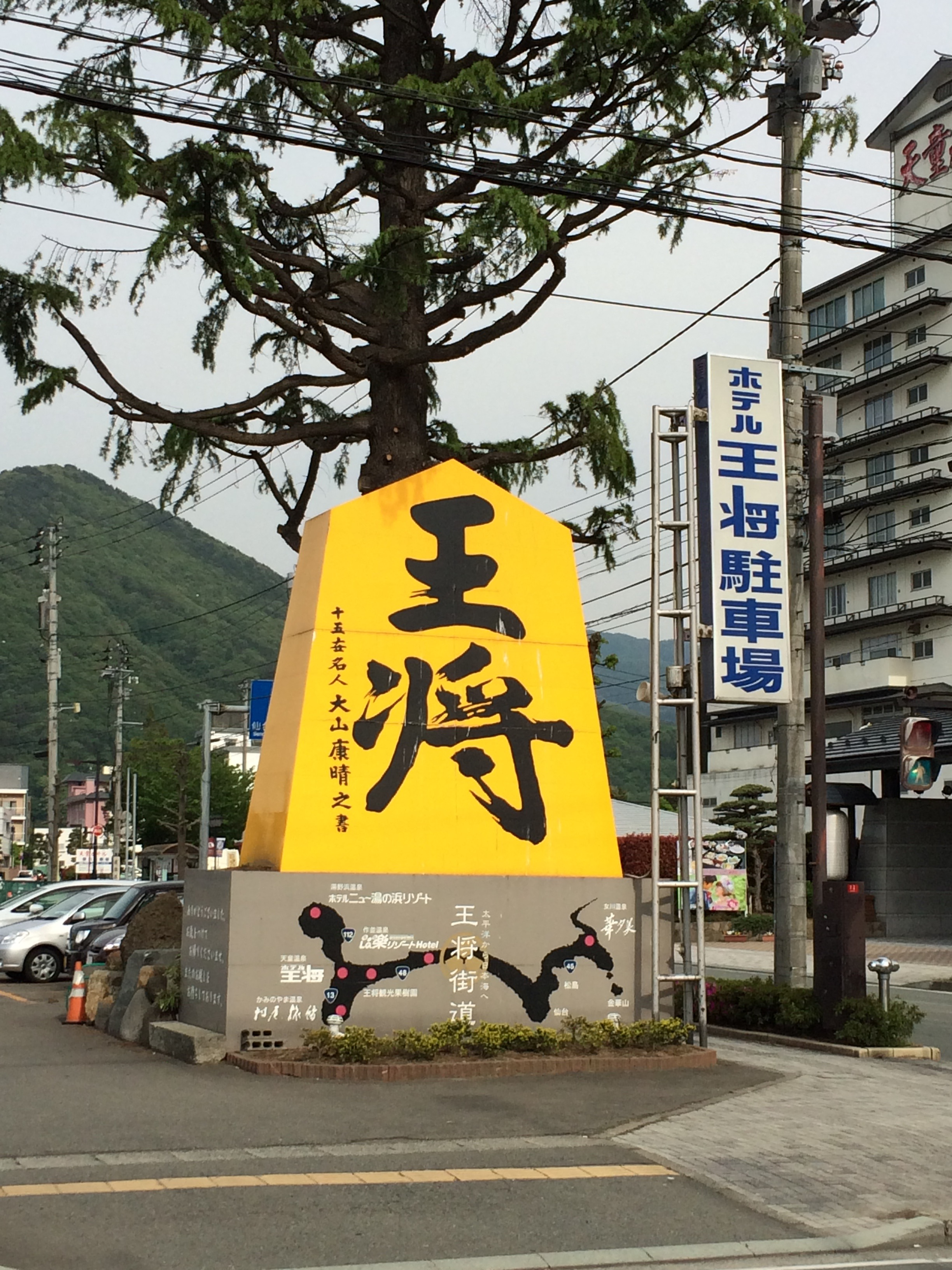
温泉街に建つ王将碑

村山盆地の東端側にある沖積平野に湧く温泉である。温泉の南西に舞鶴山、南東に八幡山が並んでいる。天童駅の東側にホテル、旅館が存在する。規模が大小利用者に合った整備されたバランスの取れた施設が特徴である。温泉街の中には、足湯、手湯、飲泉所がある。

## 歴史
1911年（明治44年）、鎌田地区で井戸掘りをした際に温泉が発見され、翌年開湯し、15軒の浴場、宿屋が建ち、温泉場が形成された。開湯当時は鎌田温泉と呼ばれたが、1924年（大正13年）に「天童温泉」と改称し、現在に至る。源泉はかつては域内に19カ所存在していたが、1955年（昭和30年）に源泉の共同集中管理を開始し、旅館が大型化に乗り出し、現在の温泉街が形作られた。2011年（平成23年）に開湯100年を迎えた。2021年（令和3年）5月27日、天童温泉協同組合が開湯110周年のシンボルとして掘削、製作していた「10号源泉」「温泉やぐら」が完成した。
天童市が将棋の駒の産地であることから、市内の温泉旅館で将棋のタイトル戦が行われることがある。

## アクセス
- 鉄道；
  - 山形新幹線・奥羽本線（山形線） 天童駅より東へ約1 km。バスで約3分。
- 道路
  - 東北中央自動車道 天童ICより山形県道23号天童大江線経由で約7分
  - 山形自動車道 山形北ICより国道13号経由で約15分

## その他
- 地元天童市で生まれた作詞家、大沼惇[7]が作詞、工藤八郎が作曲した天童温泉小唄がある。
- 2009年、天童温泉協同組合はモンテディオ山形のJ1昇格に伴い、加盟施設の11ヶ所で試合観戦者の宿泊料金を割引すると発表した[8]。